# Basketbol'nyj klub Zenit Sankt-Peterburg 2020-2021
Questa voce raccoglie le informazioni riguardanti il Basketbol'nyj klub Zenit Sankt-Peterburg nelle competizioni ufficiali della stagione 2020-2021.

## Stagione
La stagione 2020-2021 del Basketbol'nyj klub Zenit Sankt-Peterburg è la 18ª nel massimo campionato russo di pallacanestro, la VTB United League.

## Roster
Aggiornato al 12 luglio 2020
| Zenit San Pietroburgo 2020-21 | Zenit San Pietroburgo 2020-21 |
| Giocatori                     | Staff tecnico                 |
| ----------------------------- | ----------------------------- |

| N. | Naz.                   | Ruolo | Nome                | Anno | Alt.   | Peso   |  |
| -- | ---------------------- | ----- | ------------------- | ---- | ------ | ------ |  |
| 1  | Stati Uniti (bandiera) | G     | K.C. Rivers         | 1987 | 196 cm | 97 kg  |  |
| 3  | Russia (bandiera)      | G     | Denis Zacharov      | 1993 | 193 cm | 87 kg  |  |
| 4  | Canada (bandiera)      | P     | Kevin Pangos        | 1993 | 188 cm | 82 kg  |  |
| 7  | Russia (bandiera)      | PG    | Vitalij Fridzon     | 1985 | 194 cm | 90 kg  |  |
| 8  | Russia (bandiera)      | A     | Igor' Vol'chin      | 1997 | 199 cm | 88 kg  |  |
| 9  | Stati Uniti (bandiera) | G     | Austin Hollins      | 1991 | 193 cm | 83 kg  |  |
| 10 | Stati Uniti (bandiera) | AG    | Will Thomas         | 1986 | 203 cm | 104 kg |  |
| 12 | Stati Uniti (bandiera) | PG    | Billy Baron         | 1990 | 188 cm | 88 kg  |  |
| 13 | Russia (bandiera)      | G     | Dmitrij Chvostov    | 1989 | 190 cm | 78 kg  |  |
| 14 | Russia (bandiera)      | C     | Anton Puškov        | 1988 | 208 cm | 98 kg  |  |
| 16 | Russia (bandiera)      | AP    | Vladislav Truškin   | 1993 | 201 cm | 98 kg  |  |
| 17 | Russia (bandiera)      | AG    | Maksim Karvanen     | 1999 | 203 cm | 95 kg  |  |
| 20 | Russia (bandiera)      | AG    | Andrej Zubkov       | 1991 | 205 cm | 100 kg |  |
| 22 | Stati Uniti (bandiera) | AG    | Alex Poythress      | 1993 | 206 cm | 107 kg |  |
| 25 | Polonia (bandiera)     | AP    | Mateusz Ponitka (C) | 1993 | 196 cm | 92 kg  |  |
| 28 | Stati Uniti (bandiera) | C     | Tarik Black         | 1991 | 206 cm | 113 kg |  |
| 77 | Lituania (bandiera)    | C     | Artūras Gudaitis    | 1993 | 211 cm | 115 kg |  |

| Allenatore |
| - Xavier Pascual Vives |
| Assistente/i |
| - Adamantios Panagiōtopoulos - Sergej Voznjuk - Íñigo Zorzano Legenda - (C) Capitano - (IN) Inattivo - Infortunato Roster |

## Mercato

### Sessione estiva
| Acquisti | Acquisti         | Acquisti           | Acquisti   | Acquisti |
| R.a      | Nome             | da                 | Modalità   |          |
| -------- | ---------------- | ------------------ | ---------- | -------- |
| G        | Denis Zacharov   | Enisey Krasnojarsk | svincolato |          |
| PG       | Vitalij Fridzon  | Lokomotiv Kuban'   | svincolato |          |
| P        | Kevin Pangos     | Barcellona         | svincolato |          |
| PG       | Billy Baron      | Stella Rossa       | svincolato |          |
| G        | K.C. Rivers      | Žalgiris Kaunas    | svincolato |          |
| AG       | Alex Poythress   | Galatasaray        | svincolato |          |
| C        | Artūras Gudaitis | Olimpia Milano     | svincolato |          |
| A        | Igor' Vol'chin   | Chimki             | svincolato |          |

| Cessioni | Cessioni        | Cessioni           | Cessioni       | Cessioni |
| R.       | Nome            | a                  | Modalità       |          |
| -------- | --------------- | ------------------ | -------------- | -------- |
| PG       | Alex Renfroe    | S.P. Burgos        | fine contratto |          |
| G        | Evgenij Voronov | Chimki             | fine contratto |          |
| AG       | Sergej Balašov  | Enisey Krasnojarsk | fine contratto |          |
| P        | Andrew Albicy   | Gran Canaria       | fine contratto |          |
| AG       | Tim Abromaitis  | Málaga             | rescissione    |          |
| C        | Colton Iverson  | N.Z. Breakers      | fine contratto |          |
| C        | Gustavo Ayón    | Astros de Jalisco  | fine contratto |          |
| GA       | Anton Ponkrašov | Free agent         | fine contratto |          |

### Dopo l'inizio della stagione
| Acquisti | Acquisti    | Acquisti   | Acquisti        | Acquisti   |
| R.       | Nome        | da         | Data            | Modalità   |
| -------- | ----------- | ---------- | --------------- | ---------- |
| C        | Tarik Black | Free agent | 14 gennaio 2021 | svincolato |

| Cessioni | Cessioni | Cessioni | Cessioni | Cessioni |
| R.       | Nome     | a        | Data     | Modalità |
| -------- | -------- | -------- | -------- | -------- |